# Syndicat agricole
Un syndicat agricole est un syndicat professionnel regroupant des exploitants agricoles, et de façon plus générale des agriculteurs.

## Les syndicats agricoles français

### Éléments historiques
La Loi Waldeck-Rousseau de 1884 entraîne la conversion des agriculteurs à l'idéal syndical. « Ce syndicalisme originel souffre de l'image — systématiquement accolée — de « syndicat-boutique », organisme d'achat de matières premières nécessaires à l’agriculture, dépourvu de toute autre ambition que celle d'être une union de consommateurs ». Au sortir de la Seconde Guerre mondiale, le gaullisme se méfie du syndicalisme ouvrier révolutionnaire et s'appuie sur le syndicalisme agricole dont les jeunes cadres (CNJA et FNSEA dont les revendications portent essentiellement sur une demande de soutien aux prix agricoles qui se sont dégradés avec la fin de la pénurie alimentaire) sont des exploitants et chefs d'entreprise à même de participer à la relève civique puis à la modernisation économique de la France à partir des années 1960. Le syndicalisme majoritaire de droite est contesté à gauche par le MODEF créé en 1959 et la Confédération paysanne fondée en 1987. Sous la présidence de Mitterrand débutée en 1981, les gouvernements de gauche reconsidèrent la représentation des quatre grandes organisations agricoles (FNSEA, CNJA, chambres d'agriculture et CNMCCA), héritage de la période précédente. Ils reconnaissent officiellement le pluralisme syndical, mais en limitent sa portée. Le décret du 28 février 1990, signé par Henri Nallet, ministre de l'Agriculture, remet ainsi en cause le monopole de la représentation de ces organisations et accorde une « représentativité nationale » aux syndicats agricoles généralistes obtenant plus de 15 % des voix dans au moins vingt-cinq départements.
La relative impuissance des organisations syndicales au cours de la transformation de la politique agricole au long des années 1990 (et notamment la réforme de la Politique agricole commune de 1992 qui voit le développement de la Coordination rurale) contribue à accentuer leurs lignes de clivage et l'érosion de leur pouvoir de représentation qui se poursuit au début du XXIe siècle.

### Syndicats agricoles généralistes principaux
Il existe en France cinq syndicats agricoles généralistes principaux. Le pourcentage des voix aux élections des chambres d'agriculture fixe la représentativité des syndicats agricoles
- Fédération nationale des syndicats d'exploitants agricoles (FNSEA, 1946), 212 000 membres
- Jeunes Agriculteurs (JA, ex-CNJA, 1957), 50 000 membres (en 2012)
- Coordination rurale (CR, 1992), 15 000 membres
- Confédération paysanne (1987-), 10 000 membres
- Mouvement de défense des exploitants familiaux (MODEF, 1959), quelques milliers

### Syndicats agricoles aujourd'hui disparus
Anciens syndicats : CRJAO (1965), FRSEAO (1966), ANPT (1972)
- Société des agriculteurs de France (SAF, 1867-1886), UCSA, Union nationale des syndicats agricoles (UNSA, 1886-1940)
- Corporation paysanne (1940-1944)
- Confédération nationale des syndicats de travailleurs paysans (CNSTP, 1981-1987)
- Fédération nationale des syndicats paysans (FNSP, 1982-1987)
- Fédération française de l'agriculture (FFA, 1969-1995)[7]
- Confédération générale de l'agriculture (CGA, 1943-1953), Confédération nationale des Jeunes Agriculteurs (CNJA), Conseil de l'agriculture française (1953-)
- Jeunesse agricole catholique (JAC, 1929-1965)

### Résultats nationaux des élections aux Chambres d'agriculture depuis 1983
| Années | FNSEA- CNJA | MODEF | FFA | CNSTP | FNSP | CP   | CR   |
| ------ | ----------- | ----- | --- | ----- | ---- | ---- | ---- |
| 1983   | 66          | 9     | 6   | 7     | 6    |      |      |
| 1989   | 61          | 8     | 5   |       |      | 18   |      |
| 1995   | 55          | 4,5   |     |       |      | 21   | 12   |
| 2001   | 53          | 3     |     |       |      | 26   | 12   |
| 2007   | 56          | 2,5   |     |       |      | 19,5 | 18,5 |
| 2013   | 53          | 1,5   |     |       |      | 19   | 20   |
| 2019   | 55,3        | 1,9   |     |       |      | 20   | 21,5 |

Les éléments précis et à jour sont indiqués dans la page Chambre d'agriculture en France#Tendances des dernières élections

## Listes de syndicats agricoles suisses
- Unions des paysannes suisses
- Union suisse des paysans

## Liste de syndicats agricoles belges
- Fédération Unie de Groupement d'Agriculteurs et d'Éleveurs[10]
- Fédération des jeunes agriculteurs (FJA)
- Fédération wallonne de l'agriculture (FWA)
- Mouvement d’action paysanne
- Boerenbond
- Algemeen Boerensyndicaat

## Québec
- Union paysanne
- Union des producteurs agricoles (UPA)

## Listes d'organisations représentatives au niveau mondial
- Union mondiale des femmes rurales